# Древесницевые
Древесницевые, или лесные певуны, или американские славковые (лат. Parulidae), — семейство воробьиных птиц, насчитывающее 18 родов. 
Представители семейства распространены исключительно в Новом Свете. Они населяют различные биотопы: буш, болота, лиственные, хвойные и мангровые леса от Канады до Южной Америки. Большинство видов, живущих и гнездящихся в тропической зоне, оседлые. Виды, распространённые и гнездящиеся на севере, перелётные птицы. 
Одним из самых мелких видов древесницевых является краснопоясничный пеночковый певун, который достигает длины 9—12 см и массы от 5,1 до 7,9 г.
Одним из самых крупных представителем семейства является белобровый дроздовый певун, который достигает длины 14—17 см и массы от 17,4 до 28 г.
Характерным признаком является тонкий, острый клюв. Питаются различными насекомыми, а также пауками и моллюсками. Питание дополняют плоды и растительный корм. 
У северных популяций гнездо строит преимущественно самка; она откладывает 4—5 яиц и высиживает их в одиночку. Тропические виды откладывают 2—3 яйца. Самцы участвуют в строительстве гнезда и высиживании кладки.

## Список родов
В состав семейства включают 18 родов со 120 видами:
- Basileuterus Cabanis, 1849 — Корольковые певуны
- Cardellina Du Bus de Gisignies, 1849
- Catharopeza Sclater, 1880 — Свистящие певуны
- Geothlypis Cabanis, 1847 — Масковые певуны
- Helmitheros Rafinesque, 1819 — Певуны-барсучки
- Leucopeza Sclater, 1876 — Бледноногие певуны
- Leiothlypis Sangster, 2008
- Limnothlypis Stone, 1914
- Mniotilta Vieillot 1816 — Пегие певуны
- Myioborus Baird, 1865 — Горихвостковые певуны
- Myiothlypis Cabanis, 1851
- Oporornis Baird, 1858
- Oreothlypis Ridgway, 1884
- Parkesia Sangster, 2008
- Protonotaria Baird, 1858 — Лимонные певуны
- Seiurus Swainson, 1827 — Дроздовые певуны
- Setophaga Swainson, 1827
- Vermivora Swainson, 1827 — Пеночковые певуны

Устаревшее таксономическое название — Dendroica Gray, 1842 — Лесные певуны, или миртовые певуны